# Piccoma
Piccoma（Pikkoma）是由Kakao子公司Kakao Japan開發的一款日本漫画訂閱服務，可用於智能手机、平板電腦和个人电脑，於2016年4月正式推出。截至2019年4月，已有100多家出版社的漫畫作品登陸Piccoma。